# Das Kleeblatt
Das Kleeblatt war eine Kunstflugstaffel mit Hubschraubern der österreichischen Luftstreitkräfte.

## Geschichte
Die Kunstflugstaffel wurde 1975 ins Leben gerufen und bestand bis 1987. Im Jahre 1997 wurde das Kleeblatt reaktiviert und bestand dann bis 2002. Die Piloten waren ausschließlich Fluglehrer der Schulstaffel.

## Fluggeräte
Die vier verwendeten Agusta/Bell AB 206 waren vollständig – wie alle Hubschrauber des Bundesheeres – mit RAL 7013 (Braungrau) lackiert und trugen eine zusätzliche Bemalung in Weiß, mit Rot-Weiß-Roten Heckflossen.